# St. Leonhard am Wonneberg
St. Leonhard am Wonneberg ist ein Gemeindeteil und der Hauptort der Gemeinde Wonneberg im Landkreis Traunstein in Bayern.  Bis 1952 war der Name des Orts Wonneberg.

## Geographie
Das Pfarrdorf liegt gut zwei Kilometer südwestlich von Waging am See.

## Geschichte
Der erste schriftliche Beleg für den Namen Wonneberg findet sich im Jahr 1000 als in uuagingariorum monte (auf dem Waginger Berg). 
Die Wallfahrtskirche St. Leonhard am Wonneberg wurde vom 1495 bis 1519 amtierenden Erzbischof Leonhard von Keutschach anstelle eines kleinen Vorgängerbaus errichtet und begründete die viel besuchte Leonhardswallfahrt. 
Wonneberg war bis 1802 Teil des Erzstifts Salzburg und kam dann an das Kurfürstentum Salzburg. Im Jahre 1805 kurz habsburgisch, gehört St. Leonhard am Wonneberg seit 1810 zu Bayern. 
Im Jahre 1818 entstand die politische Gemeinde Wonneberg, deren Hauptort St. Leonhard am Wonneberg ist.

## Baudenkmäler
Eine Sehenswürdigkeit ist die Kirche St. Leonhard, die Namensgeber für den Ort war. Weitere Baudenkmäler sind das ehemalige Schulgebäude und ein Bauernhaus.